# Movimento
Em física, movimento é a variação de posição espacial de um objeto ou ponto material em relação a um referencial no decorrer do tempo.
Na filosofia clássica, o movimento é um dos problemas mais tradicionais da cosmologia desde os pré-socráticos, na medida em que envolve a questão da mudança na realidade. Assim, o mobilismo de Heráclito considera a realidade como sempre em fluxo. A escola eleática por sua vez, principalmente através dos paradoxos de Zenão, afirma ser o movimento ilusório, sendo a verdadeira realidade imutável.
Aristóteles define o movimento como passagem de potência a ato. Para ele o ato consiste, pois, na existência de uma coisa, não no sentido em que se diz que é potencial. É a atualidade de uma matéria, isto é, sua forma num dado instante do tempo; o ato é a forma que atualiza uma potência contida na matéria. É toda realidade que, como forma, tem como característica ser determinado, finito, perfeito, completo. Por exemplo, a árvore é o ato da semente, o adulto é o ato da criança, a mesa é o ato da madeira etc. Aristóteles distinguiu o movimento como deslocamento no espaço; como mudança ou alteração de uma natureza; como crescimento e diminuição; e como geração e corrupção (destruição). 
No universo descrito pela física da relatividade, o movimento nada mais é do que a variação de posição de um corpo relativamente a um ponto chamado "referencial".

## Estudo do movimento
A ciência física que estuda o movimento e suas causas é a Mecânica. Ela se preocupa tanto com o movimento em si quanto com o agente que o faz iniciar ou cessar. Se abstraírem-se as causas do movimento e preocupar-se apenas com a descrição do movimento, ter-se-á estudos de uma parte da Mecânica chamada Cinemática (do grego kinema, movimento). Se, ao invés disso, buscar-se compreender as causas do movimento, as forças que iniciam ou cessam os movimentos dos corpos, ter-se-á estudos da parte da Mecânica chamada Dinâmica (do grego dynamis, força). 
Existe ainda uma disciplina que estuda justamente o não-movimento, corpos parados: é a Estática (do grego statikos, ficar parado). De certo modo, a estaticidade é uma propriedade altamente específica, pois só se apresenta para referenciais muito especiais, de modo que o comum é que em qualquer situação, possamos atribuir movimento ao objeto em análise.